# ليلي تشونغ
ليلي تشونغ (بالصينية: 鍾淑慧) هي ممثلة صينية، ولدت في
4 أبريل 1969.

## وصلات خارجية
- ليلي تشونغ على موقع IMDb (الإنجليزية)
- ليلي تشونغ على موقع قاعدة بيانات الفيلم (الإنجليزية)